# Fruthwilen
Fruthwilen ist eine Ortschaft der politischen Gemeinde Salenstein im Bezirk Kreuzlingen des Kantons Thurgau in der Schweiz.
Fruthwilen bildete bis 1978 eine Ortsgemeinde in der Munizipalgemeinde Salenstein. 1979 vereinigten sich die Ortsgemeinden Fruthwilen, Mannenbach und Salenstein zur Einheitsgemeinde Salenstein.

## Geographie
Das Reihendorf Fruthwilen liegt am Nordabhang des Seerückens an der Hauptstrasse Ermatingen–Märstetten. Zur Ortsgemeinde gehörten neben Fruthwilen die Weiler Eggishof und Hub.

## Geschichte

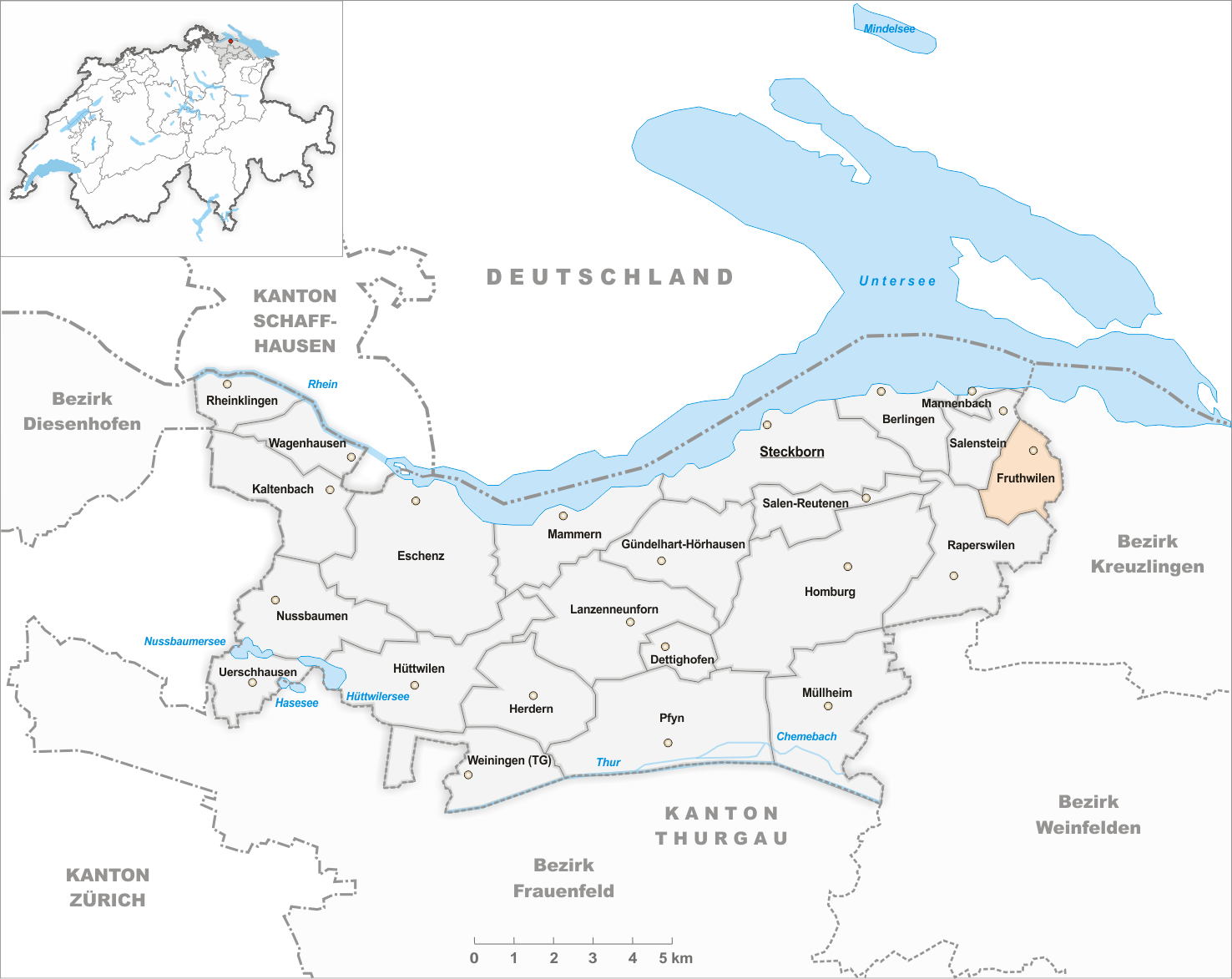
Gemeindestand vor der Fusion im Jahr 1979

Die älteste urkundliche Erwähnung Fruthwilens stammt aus dem Jahr 1271 als „Vruotwilar“. Der Name bedeutet Hof des Fruoto, von ahd. fruot, klug.
Im Mittelalter war das Kloster Reichenau in Fruthwilen Grund- und Gerichtsherr. Nach der Inkorporation der Abtei ins Hochstift Konstanz im Jahr 1540 unterstand das Niedergericht Fruthwilen mit Fruthwilen, Helsighausen, Höhnwilen, Raperswilen und mehreren Häusern von Fischbach bis 1798 dem Bischof und wurde von der Obervogtei Reichenau verwaltet. Hub zählte vor 1798 zum Konstanzer Chorherrenstift St. Johann, Eggishof zum Spital Konstanz.
Kirchlich gehörte Fruthwilen stets zu Ermatingen. In der paritätischen Gemeinde stand im 18. Jahrhundert neben dem evangelischen Bürgermeister ein katholischer Nebenbürgermeister und umgekehrt.
Im 19. Jahrhundert gewannen der Reb- und der Obstbau sowie das Kleingewerbe in der dörflichen Wirtschaft an Gewicht. Mit dem Übergang zur Milchwirtschaft – die Käserei entstand 1881 – wurde der Obstbau intensiviert; der Rebbau verschwand dagegen fast vollständig. Nach der Mitte des 20. Jahrhunderts begannen sich in Fruthwilen verschiedene Gewerbebetriebe anzusiedeln. In jüngerer Zeit führte die attraktive Lage über dem Untersee zur Erschliessung neuer Einfamilienhausquartiere, die das Ortsbild seit 1970 nachhaltig verändert haben.

## Wappen
Das Wappen von Fruthwilen hat eine wechselvolle Geschichte. Im Winter 1979/80 wurde auf Wunsch der Bevölkerung das alte abgebildete Wappen wieder eingesetzt, welches eine Zeit lang verschollen war und anhand einer alten Schützenfahne nachgezeichnet werden konnte.

## Bevölkerung
| Jahr         | 1850  | 1900  | 1950  | 1970  | 2000  | 2010  | 2018  | 2023  |
| Ortsgemeinde | 245   | 254   | 252   | 224   |       |       |       |       |
| Ortschaft    |       |       |       |       | 407   | 419   | 554   | 671   |
| Quelle       | [ 4 ] | [ 4 ] | [ 4 ] | [ 4 ] | [ 7 ] | [ 8 ] | [ 2 ] | [ 9 ] |

Von den insgesamt 671 Einwohnern der Ortschaft Fruthwilen am 31. Dezember 2023 waren 204 bzw. 30,4 % ausländische Staatsbürger. 205 (30,6 %) waren evangelisch-reformiert und 167 (24,9 %) römisch-katholisch.

## Sehenswürdigkeiten

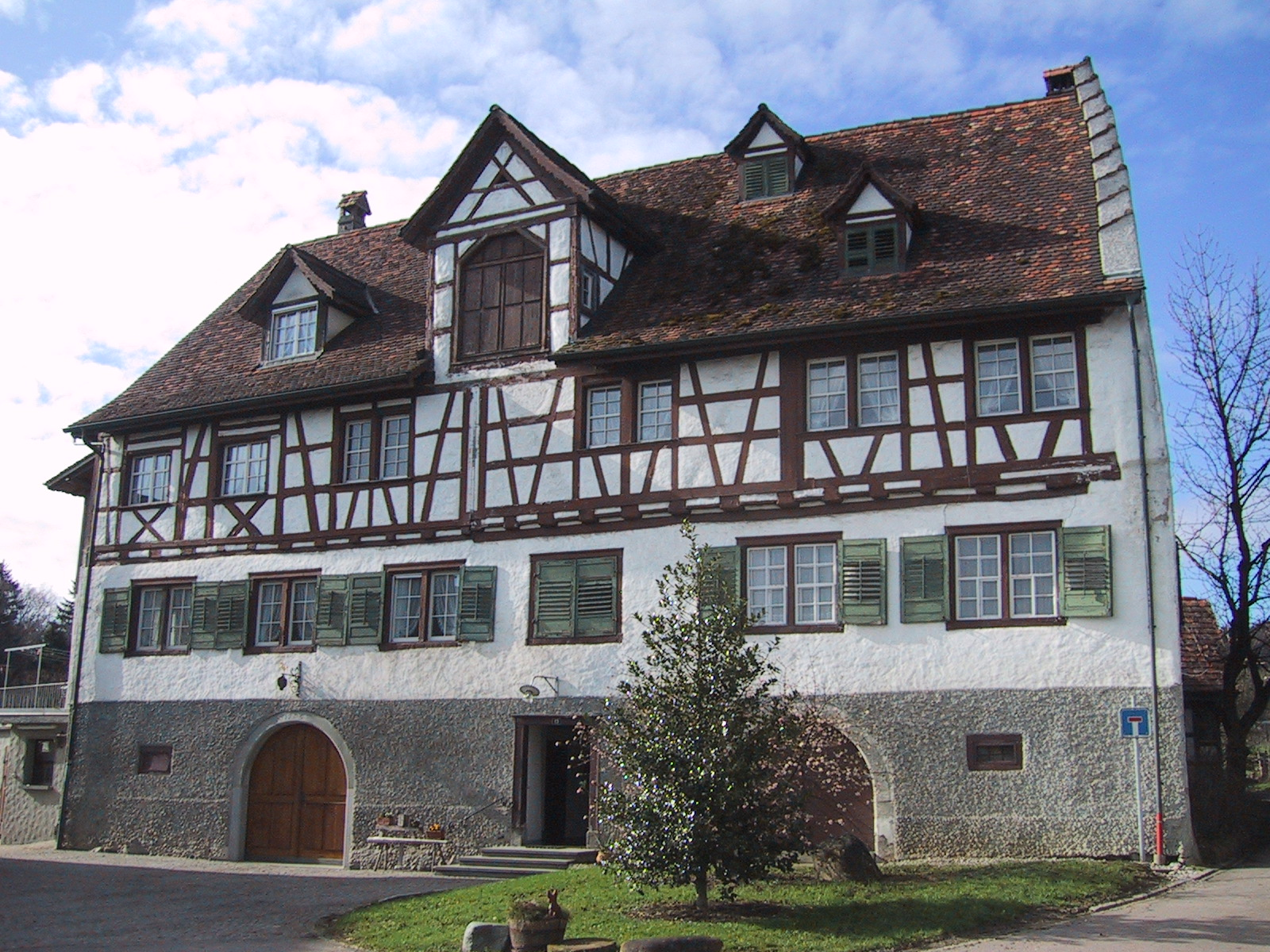
Schloss Hubberg in Fruthwilen

Das Schloss Hubberg ist seit 1377 urkundlich erwähnt. Das Anfang des 18. Jahrhunderts innen barockisierte Doppelwohnhaus besteht aus zwei annähernd gleichen Hälften mit grossen Rundbogenportalen. Es hat zwei Massivgeschosse und ein Fachwerkgeschoss.
Nach dem Zweiten Weltkrieg wohnte im Hubberg Hans Leip während zwanzig Jahren zur Miete. Der deutsche Dichter verfasste 1915 den Text des weltberühmten Soldatenliedes Lili Marleen.

## Bilder

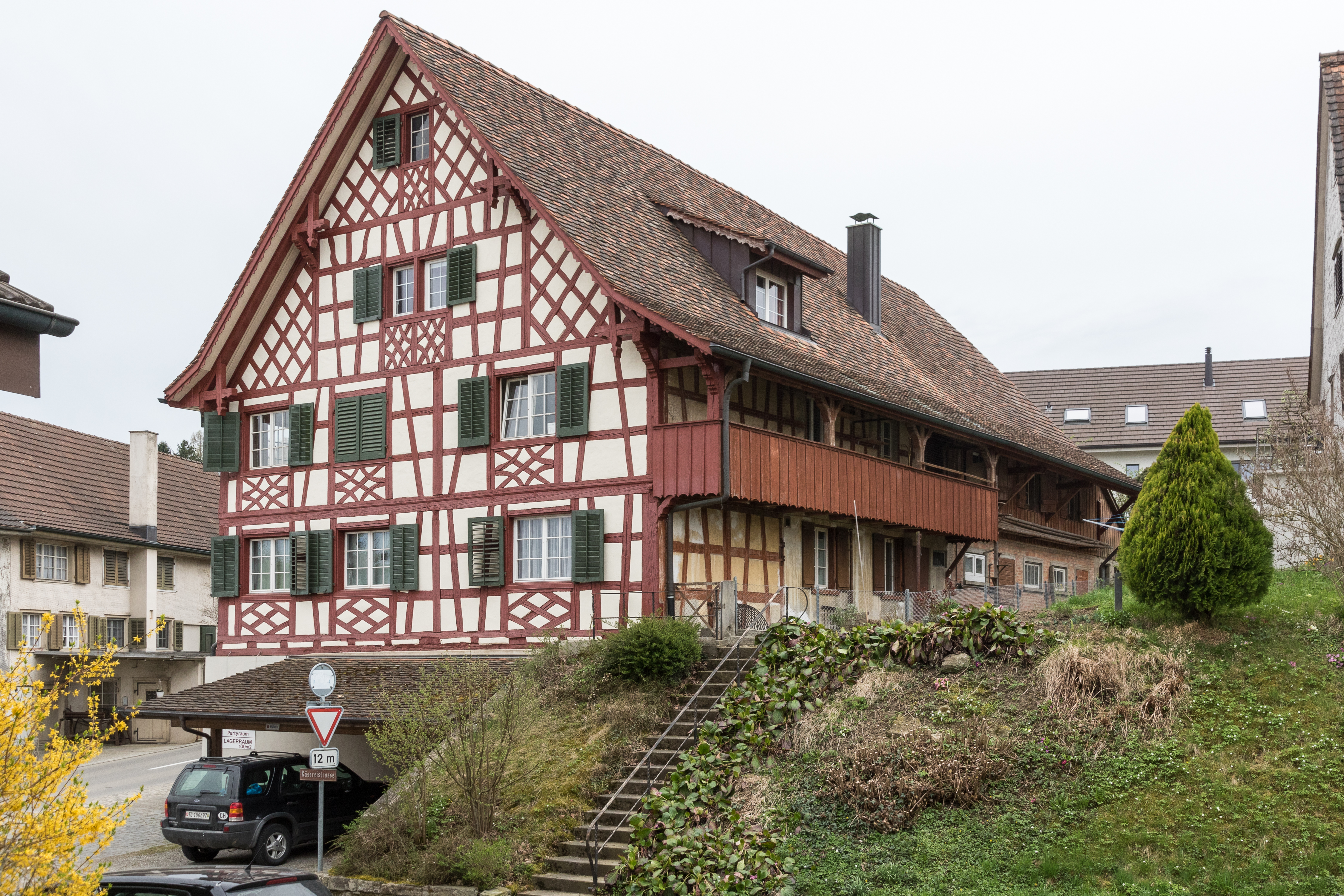
Hauptstrasse 54
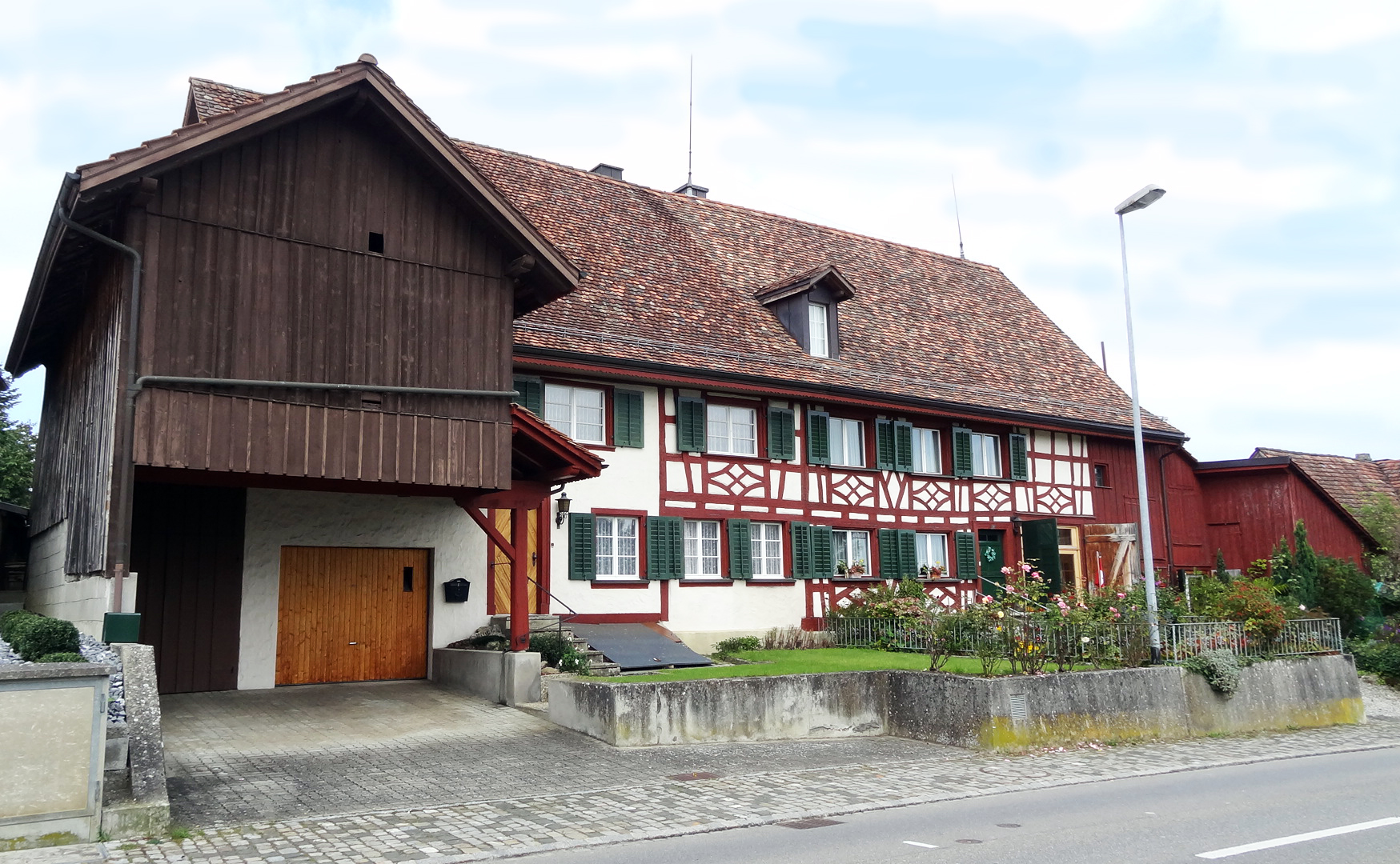
Hauptstrasse 38
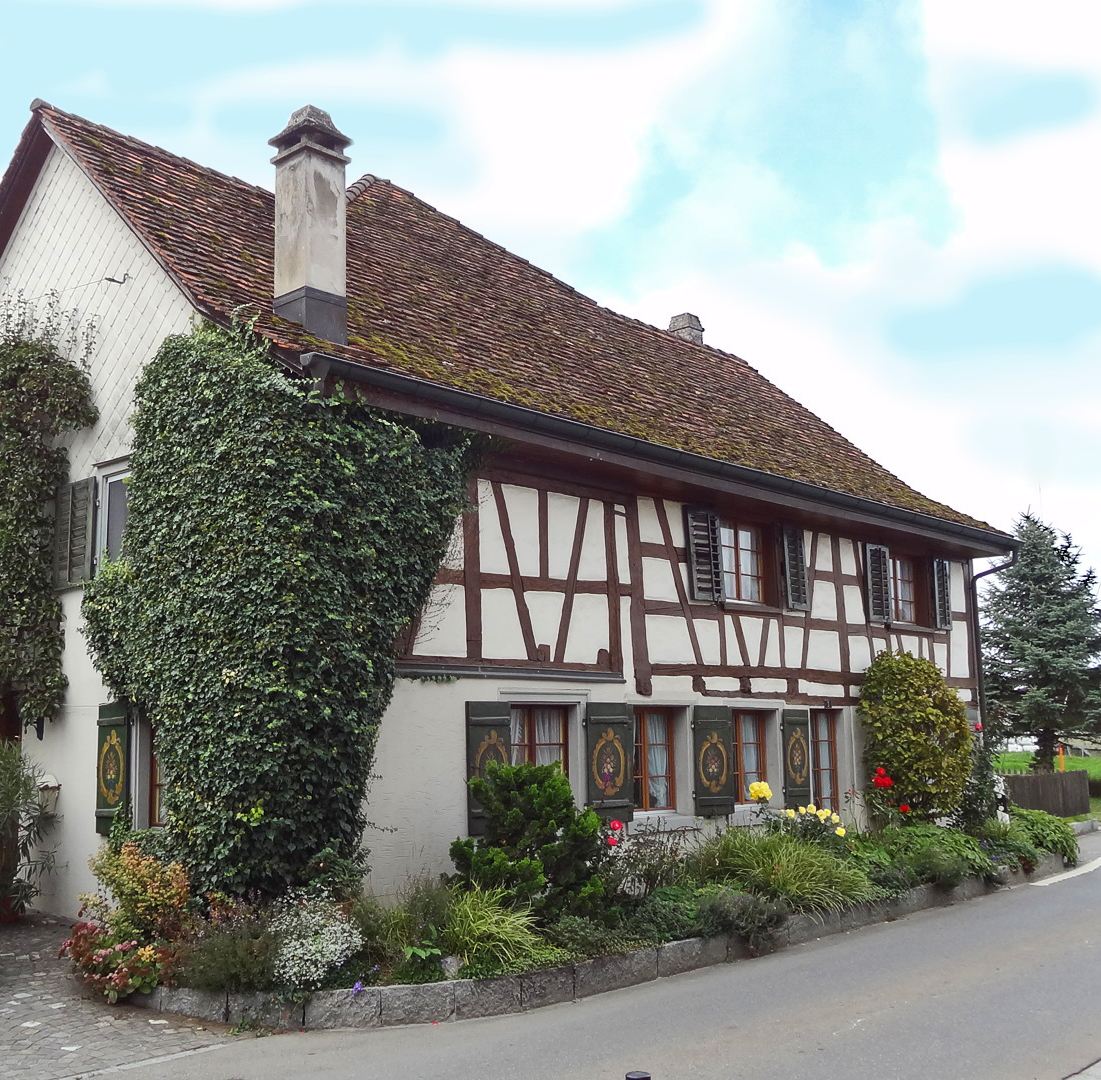
Poststrasse 3
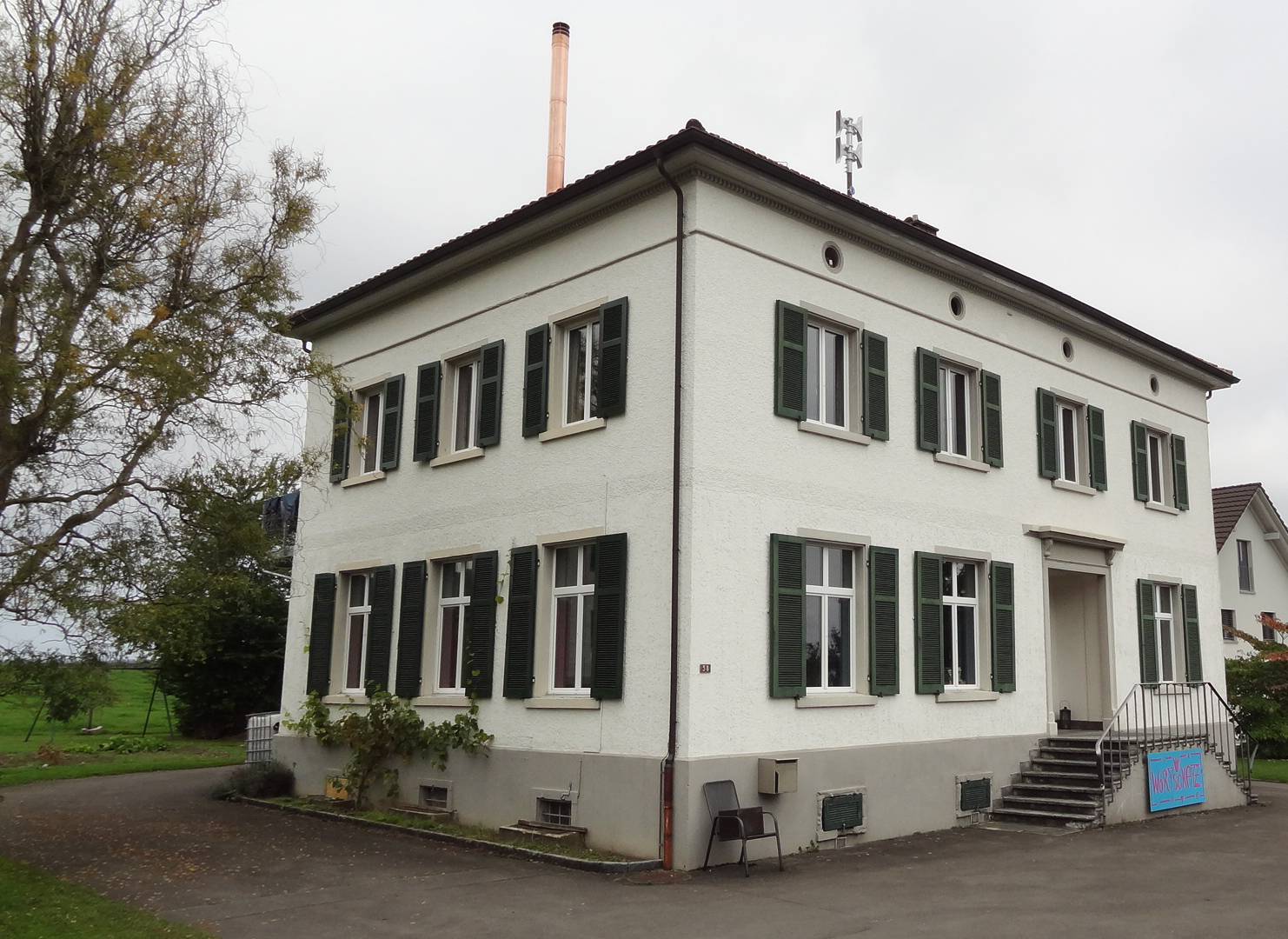
Altes Schulhaus
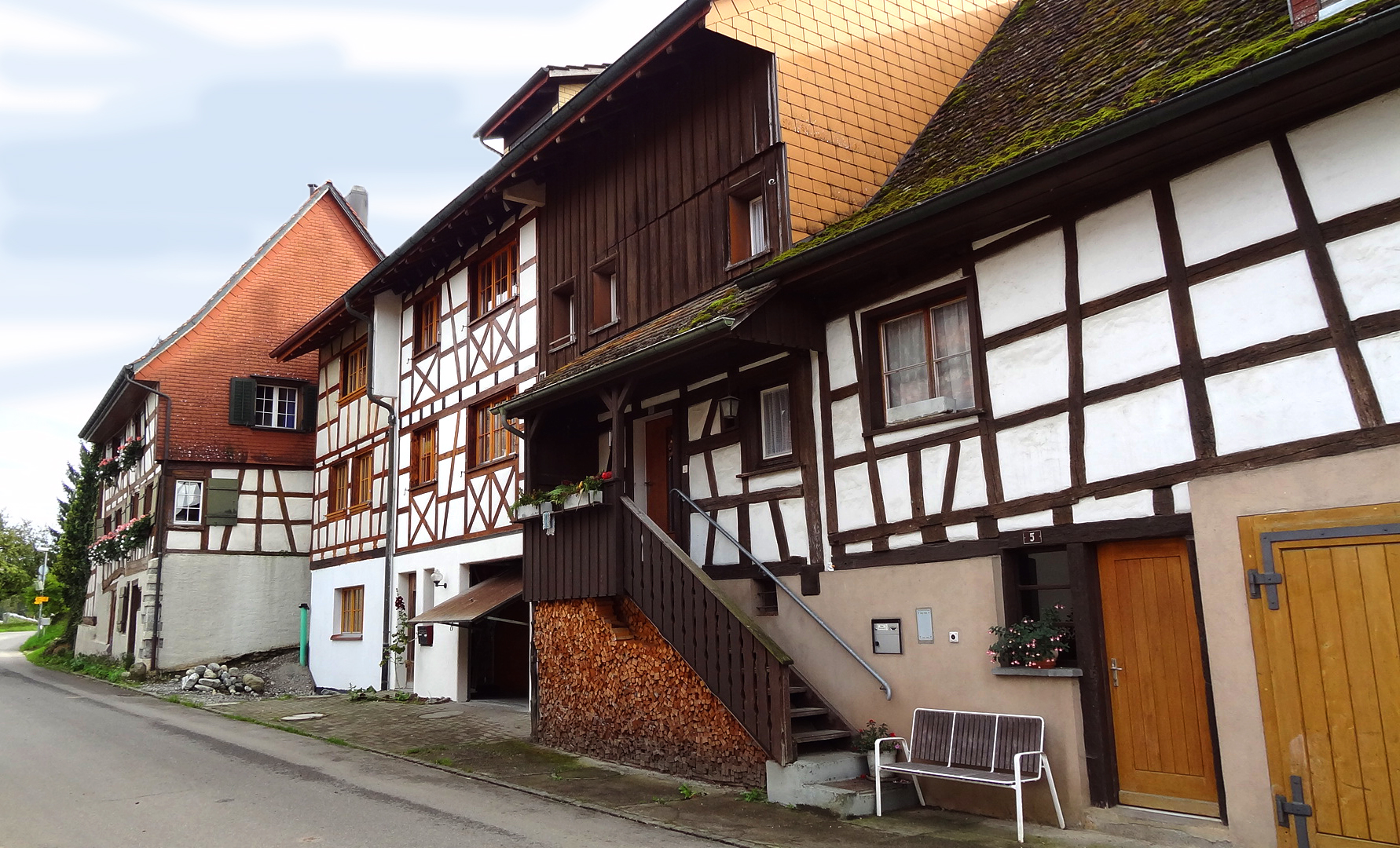
Oberdorf 5
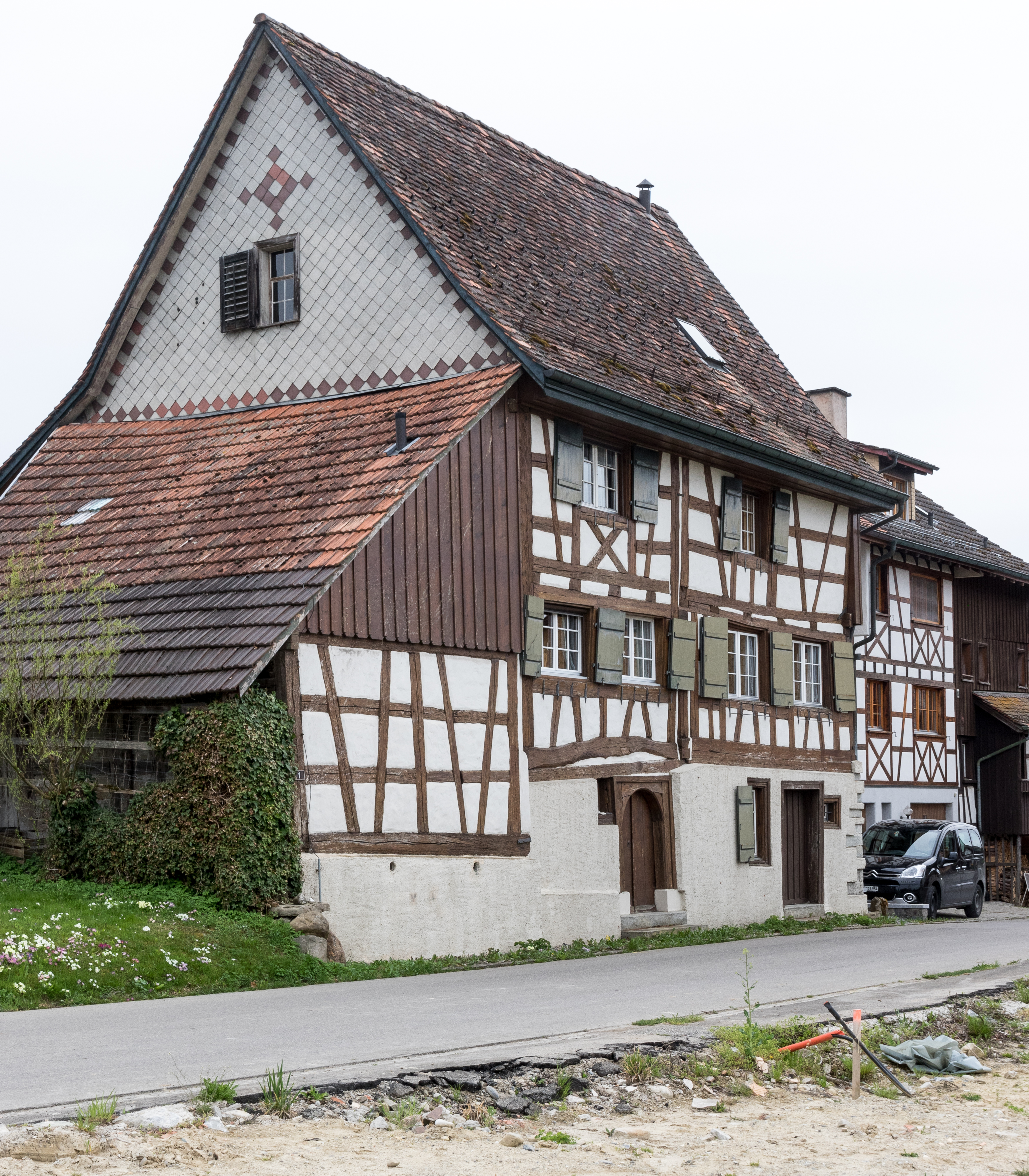
Riegelhäuser Oberdorf 1 & 3